# Jacques-Gérard Linze
Jacques-Gérard Linze (* 10. September 1925 in Lüttich; † 11. Mai 1997 in Anderlecht) war ein belgischer Dichter und Schriftsteller französischer Sprache.

## Leben und Werk
Jacques-Gérard Linze war der Sohn eines Kaufmanns und Journalisten und der Neffe des futuristischen Dichters Georges Linze. Als promovierter Jurist war er von 1949 bis 1952 Anwalt in Brüssel, dann bis 1956 im Kongo. Von 1956 bis 1969 leitete er in Belgien eine Reklameagentur und war anschließend bis 1986 Reklamechef einer Weltfirma.
Linze schrieb ab 1960 preisgekrönte Dichtung, war aber vor allem bekannt für seine 8 Romane, die überwiegend dem Nouveau roman zuzuordnen sind. Als sein wichtigster Roman gilt La Fabulation von 1968, in dem dasselbe Ereignis aus der Sicht dreier verschiedener Erzähler dargestellt wird.
Linze wurde 1987 in die Académie royale de langue et de littérature françaises de Belgique (ARLLB) aufgenommen.

## Werke (Auswahl)

### Romane
- Par le sable et par le feu. R. Laffont, Paris 1962. (Prix des bibliothèques publiques)
- La conquête de Prague. Gallimard, Paris 1965. Labor, Brüssel 1986.
- Le fruit de cendre. Gallimard, Paris 1966.
- L’étang-cœur. Gallimard, Paris 1967. (Prix triennal du roman)
- La fabulation. Gallimard, Paris 1968. Brüssel 1988. (Prix Lucien Malpertuis)
- La maison près du fleuve. 1978. (Erzählungen)
- Au Nord d’ailleurs. Paysage avec petits personnages. J. Antoine, Brüssel 1982.
- Le moment d’inertie. Bernard Gilson, Brüssel 1993.
- La trinité Harmelin. Talus d’approche, Le Roeulx 1994.

### Dichtung
- Confidentiel. 1960. (Prix Polak)
- Trois Tombeaux. 1963. (gewidmet Jules Supervielle, Blaise Cendrars und Guillaume Apollinaire)
- Passe-Midi. 1974.
- Cinq poèmes pour la mort. 1974.
- Terre ouverte. 1988.
- Graffiti. 1991.
- Au bord du monde. 1994.

### Essays
- Mieux connaître Constant Burniaux. A. De Rache, Brüssel 1972. (Constant Burniaux, 1892–1975, Linze war ein Freund des Sohnes von Burniaux, des Schriftstellers Jean Muno, 1924–1988)
- Humanisme et judaïsme chez David Scheinert. P. J. Oswald, Paris 1976. (Vorwort von David Scheinert, 1916–1996)